# Werner Keventer
Werner Keventer, född 25 november 1884 i Västervik, död 11 november 1946 i Alexandria (under en resa från Sverige till Indien), var en svensk affärsman.
Werner Keventer var son till bankdirektören Carl Keventer och sonsons sonson till Matthias Kewenter. Efter läroverksstudier i Västervik 1893–1899 genomgick han Norrköpings tekniska elementarskola 1899–1901 och Örebro tekniska elementarskola 1901–1903. 1903 utvandrade han till Aligarh i Indien och blev assistent hos sin farbror Edward Keventer, som innehade generalagenturen i Främre Indien för AB Separator. 1921 blev han direktör i farbroderns firma, Edw. Keventer Ltd i Aligarh. Werner Keventer kom att få stor betydelse för företaget och dess rörelse, främst försäljning av mejerimaskiner utsträcktes snart till hela Indien och flera filialer upprättades. Firman anlade även stora farmer för mejerirörelse och kreatursavel med Dairy Farm i Aligarh som central. 1911 blev Keventer brittisk medborgare. Han upprätthöll dock livlig kontakt med Sverige och framför allt med indiensvenskarna. 1930 lät han efter egna ritningar uppföra en svensk kyrka vid Aligarh Dairy Farm.